# Koninklijk Nederlands Geleidehonden Fonds
Het Koninklijk Nederlands Geleidehonden Fonds (KNGF Geleidehonden) is een Nederlandse stichting die honden opleidt tot blindengeleidehond voor blinde en zeer slechtziende mensen.

## Ontstaan
Op 19 maart 1934 werd de stichting Nederlandsch Geleidehonden Fonds opgericht. Op 30 september 1935 opende prinses Juliana officieel het Nederlandsch Geleidehonden Fonds. Daarmee is de stichting de oudste geleidehondenschool van Nederland. Sinds de oprichting in 1935 heeft KNGF Geleidehonden ongeveer vijfduizend geleidehonden afgeleverd in Nederland. Ieder jaar komen daar circa 100 blindengeleidehonden bij. In 1953 bracht koningin Juliana een tweede bezoek aan de geleidehondenschool. Ze maakte geblinddoekt "een rit" met geleidehond Guus. Diep onder de indruk van de prestaties van de hond, verleende zij het Nederlandsch Geleidehonden Fonds enkele weken later het Predicaat Koninklijk.
KNGF Geleidehonden is een non-profitorganisatie en voor de opleiding van al zijn geleidehonden grotendeels afhankelijk van giften en sponsoring. Naar eigen zeggen is KNGF Geleidehonden bekend als de Nationale Zorghonden Autoriteit.

## Activiteiten van KNGF Geleidehonden
Naast het opleiden van honden houdt het geleidehondeninstituut zich bezig met:
- Het in eigen beheer fokken van aspirant-geleidehonden
- Het socialiseren en opvoeden van de jonge honden
- Het opleiden van geleidehondgebruikers en geleidehondinstructeurs
- Het werven van fondsen
- Het geven van voorlichting

KNGF Geleidehonden zet zich daarnaast in om ook mensen met een andersoortige beperking meer mobiliteit en onafhankelijkheid te bieden door de inzet van speciaal opgeleide honden. Een assistentiehond is een hond die speciaal getraind is om mensen met een handicap te helpen. De autismegeleidehond kan worden ingezet bij gezinnen met een kind met autisme. Een buddyhond draagt bij aan het gevoel van veiligheid, vergroot de bewegingsvrijheid en biedt troost en rust aan mensen met een angststoornis, zoals een posttraumatische stressstoornis (PTSS) of geeft steun, gezelschap, structuur, vertrouwen en plezier aan kinderen met een visuele of fysieke beperking.
Sinds 2014 is KNGF uitgebreid met KNGF Campus, een afdeling die onderzoek doet naar de inzet van andere soorten zorghonden en onderzoekt hoe technische ontwikkelingen gebruikt kunnen worden als aanvulling op zorghonden, alsook hoe honden getraind kunnen worden als medische detectiehonden. Opsporing van bijvoorbeeld darmkanker uit ontlastingsmonsters met behulp van medische detectiehonden is in dit kader inmiddels succesvol gebleken.